# عقاب شديد وغير عادي
العقاب الشديد وغير العادي هي عبارة تصف معاقبة المجرم والتي تعتبر غير مقبولة بسبب المعاناة والإذلال التي تسببه للفرد الذي يخضع للعقاب.
استخدمت تلك الكلمات بحرفيتها في الوثيقة الإنكليزية للحقوق عام 1689، ومؤخرا بصيغة معدلة بعبارة (لا يجب أن يعرض أي فرد للتعذيب أو المعاملة أو العقاب الشديد اللاإنساني أو المحط من شأن الفرد) والتي تظهر في الفقرة الخامسة من الإعلان العالمي لحقوق الإنسان التي اعتمدتها منظمة الأمم المتحدة تحت نص «لا يُعرَض أي إنسان للتعذيب ولا للعقوبات أو المعاملات القاسية أو الوحشية أو الحاطة بالكرامة.».
يسجل التاريخ العديد من أشكال العقاب الشديد والذي يكون أحيانا مؤلما بصورة غير طبيعية. من أشهر أشكال ذلك النوع من العقاب هي الدواليب الكاسرة ، الغلي حتى الموت، الجلد، الصلب، الرجم، الإعدام بالحرق، الخازوق وغيرها.

## تاريخ
استخدمت هذه الكلمات على وجه دقيق «عقاب شديد وغير عادي» لأول مرة في وثيقة الحقوق الإنجليزية 1689. اعتمدت أيضًا في وقت لاحق في الولايات المتحدة بموجب التعديل الثامن لدستور الولايات المتحدة الأمريكية (المصدق عليه عام 1791) وفي جزر ليوارد البريطانية (عام 1798). ترد كلمات مماثلة، «لا يجوز إخضاع أحد للتعذيب أو لمعاملة قاسية أو مهينة أو لا إنسانية»، في المادة رقم 5 من الإعلان العالمي لحقوق الإنسان الذي اعتمدته الجمعية العامة للأمم المتحدة في 10 ديسمبر عام 1948. يرد الحق المذكور في صيغة مختلفة أيضًا في المادة رقم 3 من الاتفاقية الأوروبية لحقوق الإنسان (1950) وفي المادة 7 من العهد الدولي الخاص بالحقوق المدنية والسياسية. يتضمن الميثاق الكندي للحقوق والحريات (1982) أيضًا هذا الحق الأساسي في المادة رقم 12، وهو منصوص عليه في المادة رقم 4 (المقتبسة حرفيًا من الاتفاقية الأوروبية) من ميثاق الحقوق الأساسية للاتحاد الأوروبي (2000). يرد أيضًا في المادة رقم 16 من اتفاقية الأمم المتحدة لمناهضة التعذيب وغيره من أشكال المعاملة أو العقوبة القاسية أو اللاإنسانية أو المهينة (1984)، وفي المادة رقم 40 من دستور بولندا (1997). يحظر دستور جزر مارشال، في القسم السادس من وثيقة الحقوق (المادة 2)، «العقاب الشديد وغير العادي»، الذي يشمل: عقوبة الإعدام؛ التعذيب؛ «المعاملة اللاإنسانية والمهينة»؛ «والغرامات المفرطة والحرمان».

## عقوبة الإعدام
يتمحور جدل كبير حول ما اعتبار الإعدام عقوبة قاسية وغير عادية. من بين الحجج الشائعة أن عقوبة الإعدام باهظة أكثر عندما تؤخذ في الاعتبار قضايا الاستئناف مقابل السجن مدى الحياة، وأن الحكومة ارتكبت سابقًا أخطاء تتصل بقضايا انتهت بعقوبة الإعدام (وعلى هذا فقد، يمكن للحكومة ارتكاب الخطأ مرة أخرى، ولا ينبغي للحكومة أن تتمتع بالسلطة اللازمة لإنهاء حياة فرد ما). هاتان الحجتان وحدهما قد أو لا تتأهلان للاختبارات التي تطرحها الحكومة، والتي يمكن أيضًا اعتبارها تعسفية بحد ذاتها، خاصة إذا لم يكن لعامة الشعب علم كاف بهذه الحقائق الهامة. على مدى القسم الأعظم من التاريخ المسجل، أخذت عقوبة الإعدام شكلًا قاسيًا ومؤلمًا على نحو متعمد. من أساليب الإعدام التاريخية القاسية: عجلة الكسر، والشنق، والسحب والشنق والإرباع، والضرب بالعصا، والإعدام بالغلي، والإعدام حرقًا، والإعدام غرقًا، والجوع حتى الموت، والحبس في الكفن (أو أي مساحة ضيقة) حتى الموت، والإعدام بالسلخ، ونزع الأحشاء، والصلب، والخازوق، والسحق، والإعدام باستخدام الفيل، والربط ببدن السفينة، والرجم، وتقطيع الأوصال، والتعذيب بالمنشار، والموت البطيء، والنسر الدامي، والقتل بالبامبو، والإعدام بالإطار.
في عام 2008، زعم مايكل بورتيلو ضمن برنامج «هورايزون (أفق)» أن ضمان تنفيذ حكم الإعدام ليس ذا طبيعة قاسية وغير عادية، وعلى ذلك تلزم تلبية الشروط التالية:
- على الموت أن يكون سريعًا ودون ألم للحيلولة دون معاناة الشخص الذي يتم إعدامه.
- ينبغي توفير التعليم الطبي لمنفذ الإعدام لمنع المعاناة الناجمة عن الخطأ.
- لا ينبغي أن يكون الموت دمويًا (لمنع معاناة أولئك الذين ينفذون حكم الإعدام).
- ولا ينبغي أن يطلب من الشخص الذي ينفذ فيه حكم الإعدام أي تعاون، أي طلب مساعدة السجين في تنفيذ حكم الإعدام بحقه، وذلك يمنع حدوث تراخٍ، أو محنة، أو معاناة يمر بها الشخص الذي ينفذ فيه حكم الإعدام.

ناقش البرنامج فكرة أن حالة نقص التأكسج تستوفي المعايير، وذلك عبر وضع مزيج من الغازات مثل الأرغون والنيتروجين، حيث أن الشخص الذي يجري إعدامه لن يشعر بأي ألم جسدي، بل إنه سيمر في حالة من النشوة (الابتهاج). قيل كذلك إن هذه الغازات يمكن تطبيقها بتكلفة زهيدة وبكفاءة من خلال تقييد السجين بقيود جسدية وإلباسه القناع.